# 馬斯科吉縣 (奧克拉荷馬州)
馬斯科吉縣（英語：Muskogee County）是美国奧克拉荷馬州東部的一個縣，面積2,173平方公里。根據2020年美國人口普查，本縣共有人口66,339人。本縣縣治為馬斯科吉（Muskogee）。

## 歷史
本縣內考古遺址的歷史能追溯至原始美洲時期（公元前6000年前），而有一部份則於是築丘人（Mound builder）建造的。這些考古遺址能追溯至喀多時期（Caddoan Stage，公元300年至公元1200年）。
法国探險家讓-巴蒂斯特·貝納德拉哈爾佩是首批到達這一帶的歐洲人之一。他於1719年發現了威奇塔人的部落。到了18世紀末，隨著奧沙人的遷入，威奇托人被迫遷。同時，奧古斯特·皮埃爾·舒托等喬克托人又在這一帶設立貿易點，並於三福克斯定居。在19世紀初，切羅基人和喬克托人因與歐塞奇族有狩獵領地糾紛，因此引發衝突，直至1824年美軍建立了吉布森堡始告終結。
本縣於1907年11月16日成立，縣名是克里族（Creek）的自稱。

## 地理
根據2000年人口普查，馬斯科吉縣的總面積為839平方英里（2,170平方），其中有814平方英里（2,110平方），即97%為陸地；25平方英里（65平方），即3%為水域。本縣的西部是北美大草原，而東部則是由庫克森丘陵組成。阿肯色河、弗迪格里斯河和尼欧肖河在本縣匯集，因此三河的匯集處被稱為三福克斯。

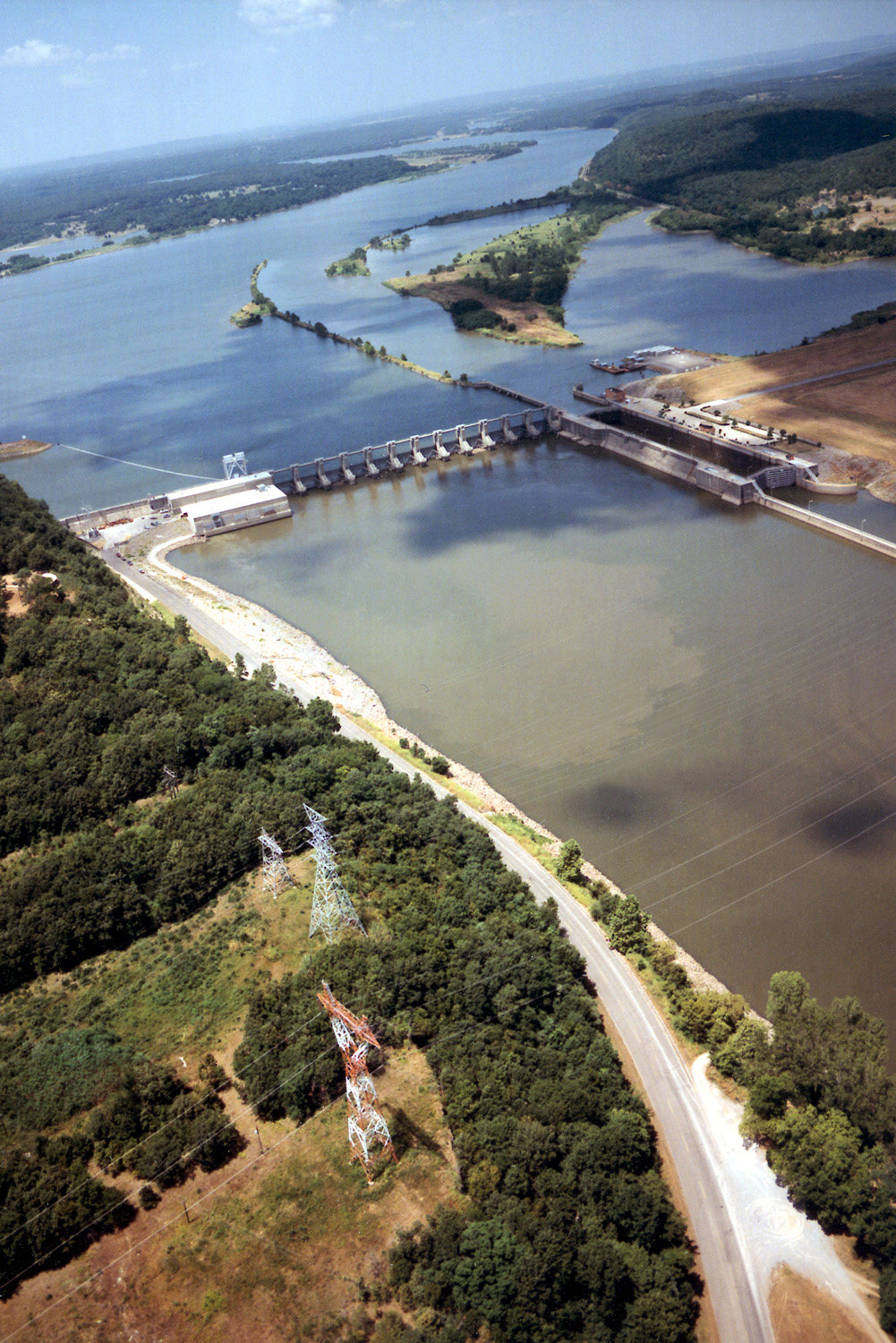
馬斯科吉縣內的阿肯色河

### 主要公路
| - 40號州際公路 - 62号美国国道 - 64号美国国道 - 69号美国国道 | - 2號奧克拉荷馬州州道 - 10號奧克拉荷馬州州道 - 16號奧克拉荷馬州州道 - 72號奧克拉荷馬州州道 - 馬斯科吉收費道路 |

### 毗鄰縣
- 瓦戈納縣（北方）
- 切羅基郡（東北方）
- 塞闊雅郡（東方）
- 哈斯克爾郡（東南方）
- 麥金托什郡（西南方）
- 奧克馬爾吉縣（西方）

### 國家保護區
- 塞闊亞國家野生動物保護區（英语：Sequoyah National Wildlife Refuge）（部分）

## 人口
| 调查年                                | 人口   | 备注 | %±    |
| ------------------------------------- | ------ | ---- | ----- |
| 1910                                  | 52,743 |      | —     |
| 1920                                  | 61,710 |      | 17.0% |
| 1930                                  | 66,424 |      | 7.6%  |
| 1940                                  | 65,914 |      | −0.8% |
| 1950                                  | 65,573 |      | −0.5% |
| 1960                                  | 61,866 |      | −5.7% |
| 1970                                  | 59,542 |      | −3.8% |
| 1980                                  | 66,939 |      | 12.4% |
| 1990                                  | 68,078 |      | 1.7%  |
| 2000                                  | 69,451 |      | 2.0%  |
| 2010                                  | 70,990 |      | 2.2%  |
| 2012年估计                            | 70,596 |      | −0.6% |
| 美國十年一度的人口普查 2012年人口估計 |        |      |       |

根據2000年人口普查，馬斯科吉縣擁有69,451居民、26,458住戶和18,467家庭。其人口密度為每平方英里85居民（每平方公里33居民）。本縣擁有29,575間房屋单位，其密度為每平方英里36間（每平方公里14間）。而人口是由63.73%白人、13.16%非裔、14.88%原住民、0.58%亞裔、0.03%太平洋岛民、1.19%其他種族和6.43%混血构成。而西裔或拉美裔佔了人口2.67%。
在26,458住户中，有31.8%擁有一個或以上的兒童（18歲以下）、52.8%為夫妻、13.3%為單親家庭、30.2%為非家庭、26.7%為獨居、12.3%住戶有同居長者。平均每戶有2.51人，而平均每個家庭則有3.03人。在69,451居民中，有25.9%為18歲以下、9.5%為18至24歲、26.7%為25至44歲、22.6%為45至64歲以及15.3%為65歲以上。人口的年齡中位數為37歲，女子對男子的性別比為100：93.3。成年人的性別比則為100：88.9。
本縣的住戶收入中位數為$28,438，而家庭收入中位數則為$34,793。男性的收入中位數為$28,670，而女性的收入中位數則為$20,457，人均收入為$14,828。約14.1%家庭和17.9%人口在貧窮線以下，包括24%兒童（18歲以下）及14.7%長者（65歲以上）。

## 外部連結
- 官方網站 （页面存档备份，存于）